# Humor absurdo

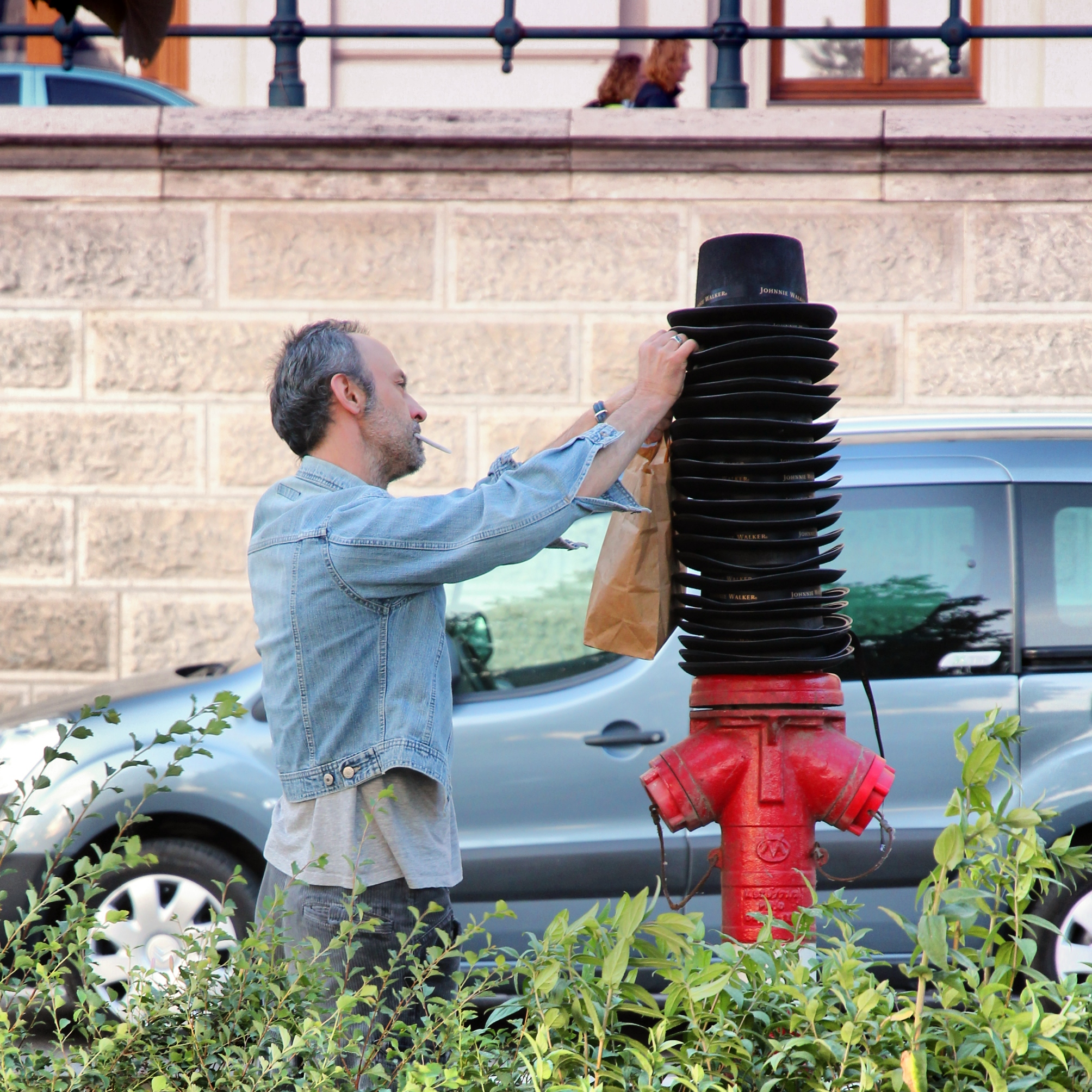
Ejemplo de humor absurdo, en donde una persona apila varios sombreros sobre un hidrante.

El humor absurdo, también conocido como humor surrealista, es un tipo de humor que se vale de las situaciones disparatadas o incoherentes para generar la risa en el público, su comicidad se basa en la irracionalidad. Es un humor totalmente alejado de la realidad pero que a la vez nos sumerge en lo esencial de ella. Otros rasgos característicos son la falta de coherencia entre episodios (un edificio puede ser destruido al final de un episodio y al siguiente estar perfectamente) y la presencia de uno o dos personajes con sentido común.

## Historia

### Comienzos
Uno de sus pioneros fue Andy Kaufmann, un comediante estadounidense de origen judío, que usaba situaciones bastante disparatadas y fuera de contexto para que la gente riera, incluso diciendo chistes horrendos, no a muchos gustó pero fue un hito para la comedia en Estados Unidos, gran parte de las producciones de Adult Swim se basaron en este tipo de humor.

## Uso en medios de comunicacíon

### Animación occidental
Este humor también es muy frecuente en series animadas como Looney Tunes, Tom y Jerry, Alvin y las Ardillas, Garfield y sus amigos, Los Simpson, Pingu, Tiny Toons, Rugrats, Ren y Stimpy, Animaniacs, La vida moderna de Rocko, Aaahh!!! Real Monsters, El laboratorio de Dexter, Cow and Chicken, I Am Weasel, South Park, CatDog, Ed, Edd y Eddy, Padre de Familia, Bob Esponja, Courage the Cowardly Dog, Los padrinos mágicos, Jimmy Neutrón: el niño genio, The Grim Adventures of Billy & Mandy, Camp Lazlo, Back at the Barnyard, Phineas y Ferb, Fanboy & Chum Chum, Regular Show, Chowder, Planeta Sheen, The Amazing World of Gumball, Almost Naked Animals, Sanjay y Craig, Angry Birds Toons, Galaxia Wander, Uncle Grandpa, Breadwinners, Clarence, Alvin y las Ardillas (2015), Piggy Tales, Amigazazo, Pig Goat Banana Cricket, Pickle & Peanut, The Loud House, Apple & Onion, Big City Greens, The Casagrandes y Teen Titans Go!. También se lo puede encontrar películas animadas y cortos metrajes como Chicken Little, Cloudy with a Chance of Meatballs, los trabajos de Don Hertzfeldt  y entre otras.

### Animación oriental
También se puede encontrar en animes japoneses como Azumanga Daioh, Bobobôbo Bôbobo, Osomatsu-kun, Nichijō, Sayonara Zetsubo Sensei, Excel Saga y Galaxy Angel

### Acción real, marionetas y títeres
El humor absurdo también puede ser frecuente en algunos programas que fue filmados en acción real, como la serie brasileña de MTV, Hermes e Renato. También puede ser usada en programas que usan marionetas y títeres, como El fabuloso mundo del Dr. Seuss, 31 minutos, Wonder Showzen, y The Muppet Show, entre otros.

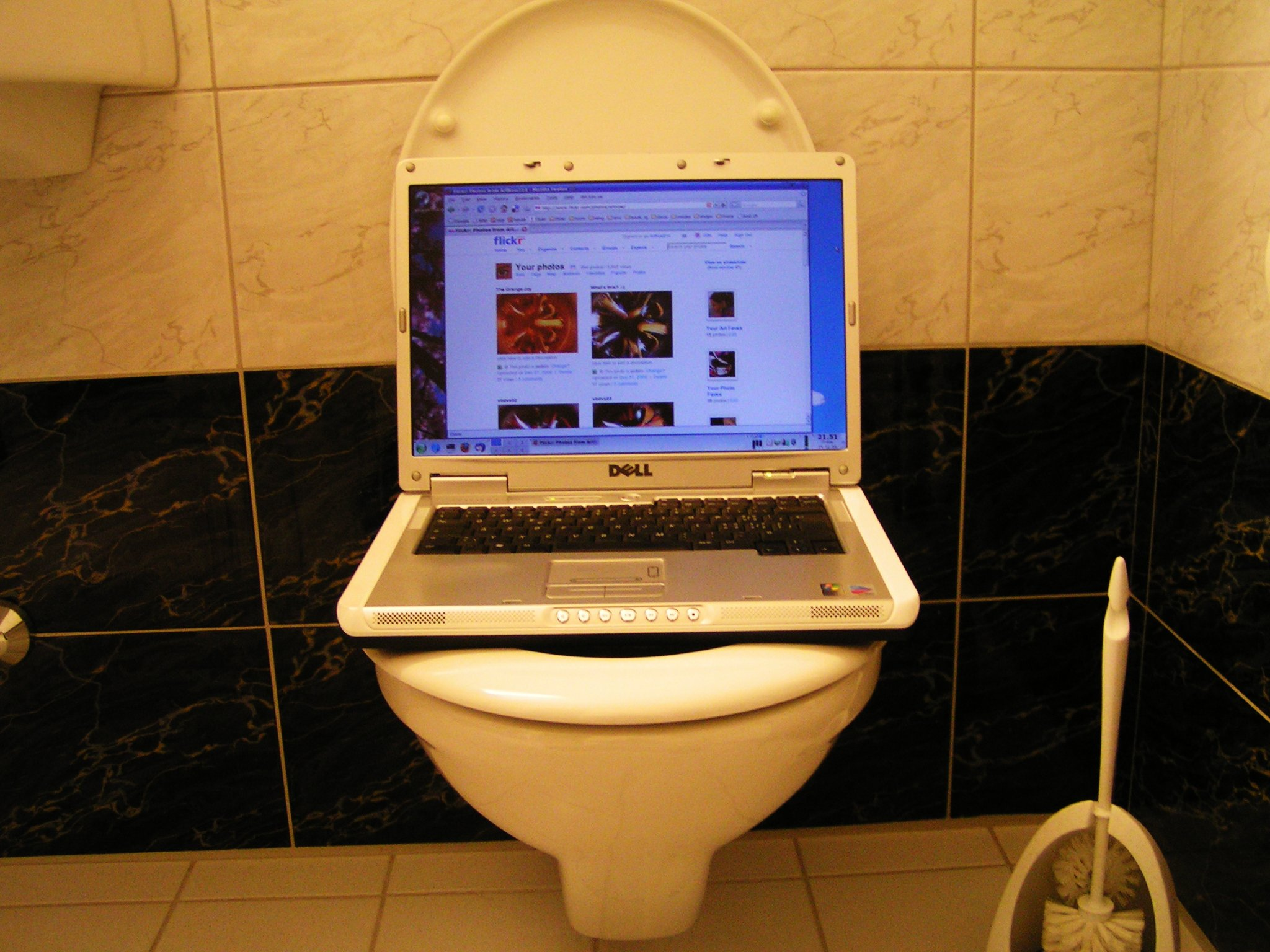
Un ordenador portátil sobre un inodoro.

## Por país

### Europa

#### Reino Unido
Cabe destacar al grupo humorístico británico Monty Python, que actuó entre 1969 y 1983, como pioneros de esta corriente humorística en Europa, siendo una influencia clara para numerosos humoristas de todo el mundo.Si bien los auténticos difusores de este tipo de humor a nivel mundial fueron las comedias cinematográficas de los Hermanos Marx en el periodo de entreguerras, aunque ya llevaran más de una década usándolo previamente en programas radiofónicos. También se destaca la webserie Eddsworld creada por Edd Gould en el 2004 publicada en YouTube, Newgrounds, Albino Blacksheep, entre otros.

#### España
En España destaca el dúo cómico Faemino y Cansado, muy populares en los años 1990 y que lograron llevar su propuesta humorística a la televisión pública. En la actualidad, cabría destacar el gran éxito de series como Muchachada Nui, así como la existencia de otros grupos con un status más «de culto» como Especialistas Secundarios o los tebeos de Mortadelo y Filemón. Actualmente podemos mencionar al humorista Miguel Noguera, quien ha cosechado una notable fama gracias a sus libros (¡PAM! el último publicado) y a sus ultrashows.

### América

#### Argentina
En la Argentina hubo un auge de este tipo de humor también durante la década de 1990, en programas de TV tales como "De la Cabeza", "Delicatessen" con Horacio Fontova, el efímero "del Tomate" (con Favio Posca) y principalmente "Cha cha cha", con Alfredo Casero, Diego Capusotto y Fabio Alberti junto a un gran elenco. Este último programa hoy se lo considera de culto y principal influencia en el humor absurdo actual en la Argentina, continuando con shows como "Todo por dos pesos" (conducido por Capussotto y Alberti) y "Peter Capusotto y sus videos" y "Nivis, amigos de otro mundo"

#### Brasil
En Brasil existe un grupo humorista brasileño especializado en humor absurdo de mucha llegada llamado Hermes e Renato, muy populares desde 1999.

#### Uruguay
En Uruguay existe un programa de humor absurdo de mucha llegada que se puede ver en línea llamado Finoli Finoli.

#### México
En México existen varios ejemplos de series cómicas absurdas como La Hora Pico, XHDRBZ, El Chavo del 8, El Chapulín Colorado, El Chanfle, Nosotros Los Guapos, Maria De Todos Los Ángeles, Una Familia De Diez, Cero En Conducta, etcétera. Artistas Mexicanos reconocidos por hacer este tipo de trabajo son Roberto Gómez Bolaños, Eugenio Derbez y Jorge Ortiz de Pinedo, Series animadas de este estilo serían la saga de películas de Una Película De Huevos, y las series animadas de El Chavo Animado y  El Chapulín Colorado que son versiones animadas de las series del mismo nombre.

## En los videojuegos
En el campo de los videojuegos, el humor absurdo no se ha prodigado en exceso, pero se pueden encontrar ejemplos como Incredible Crisis (1999, PlayStation) que cuenta la historia de una familia japonesa que debe llegar a tiempo a casa para celebrar el cumpleaños de la abuela, y en su camino tendrán que enfrentarse a situaciones cómicas y surrealistas como ataques alienígenas o escapar de edificios mientras son perseguidos por una bola de demolición sin venir a cuento. Otro ejemplo se puede encontrar en la serie Saints Row, cuya violencia sin sentido, argumentos, diálogos y situaciones están muchas veces fuera de toda lógica y en Super Bear Adventure en dónde un oso llamado Bareen pasa una aventura con un híbrido de mochilero y pollito llamada Shicka que le da consejos a Bareen en 5 niveles por ejemplo: Turtletown (anteriormente Turtle Village(Pueblo De Tortugas/Tortuciudad en Hispanomerica),Snow Valley (Valle de/las nieve/s en Hispanoamérica), Desierto Beemothep, Casa Gigante y La Colmena dónde tiene que derrotar al Hermano de Bareen un oso morado que destruyo el reino (El Hub),causó la Miel morada/púrpura y secuestro a la Abeja Reina .

## Shitposting

Una clara referencia a la carencia de humor normal en el shitposting es esta imagen del youtuber salvadoreño Fernanfloo como un musulmán con texto árabe debajo de la imagen.

El shitpost o shitposting, (del inglés shit, mierda; y posting, publicar) es un tipo de meme surgido en 2007, el cual se trata de publicar adrede una imagen, video, audio, enlace, frase o gif que intenta ser lo más mediocre posible, diciendo así cosas que, según el punto de vista del posteador, es un mal meme, al punto de dar gracia la baja calidad humorística de este. 
- Datos: Q1092460
- Multimedia: Surreal humor / Q1092460